# Ley Diana Sacayán - Lohana Berkins
La Ley 27.636 o Ley de Promoción del Acceso al Empleo Formal para Personas Travestis, Transexuales y Transgénero “Diana Sacayán - Lohana Berkins”, sancionada el 24 de junio de 2021 por el Congreso de la Nación Argentina, promulgada el 8 de julio de 2021 y reglamentada el 29 de septiembre de 2021, es una ley que establece que los organismos públicos a nivel nacional deben asegurar una porción no inferior al 1% de los puestos a personas personas travestis, transgénero y transexuales, lo cual constituye una medida de acción positiva. Asimismo, incentiva al sector privado a tomar medidas similares. Esta ley surge a raíz de una lucha histórica por parte de la militancia y el activismo del colectivo travesti-trans y su nombre reconoce a las activistas pioneras en la lucha travesti-trans Diana Sacayán y Lohana Berkins.
La Ley Diana Sacayán - Lohana Berkins tiene como percedente el decreto 721/2020, firmado por Alberto Fernández, con el cual se buscó garantizar la inclusión laboral de este colectivo en el sector público nacional.

## Normativa
Según esta ley, los tres poderes que integran el Estado Nacional, así como los ministerios públicos, organismos descentralizados o autárquicos, entes públicos no estatales y empresas y sociedades del Estado deben asegurar una proporción no inferior al 1% de los puestos a personas personas travestis, transgénero y transexuales.
La ley dispone que “el requisito de terminalidad educativa no puede resultar un obstáculo para el ingreso y permanencia en el empleo”. En el caso de no tener la formación completa, la contratación tendrá como condición que la persona curse los estudios requeridos y los finalice, para lo cual la autoridad de aplicación deberá procurar los medios para garantizarlo. Tampoco deberán representar un obstáculo los antecedentes contravencionales irrelevantes para el cargo.

## Gestación
Esta ley resulta de la unificación de dos proyectos de ley: el de Ley de Inclusión Laboral Formal “Lohana Berkins”, producido entre la Liga LGBTIQ+ de las Provincias y la Convocatoria Federal Travesti Trans Argentina, el cual perdió estado parlamentario en dos ocasiones, y el proyecto de Ley de Cupo Laboral “Diana Sacayán”, elaborado por el Frente Orgullo y Lucha.
El nombre resultante se debe a las activistas pioneras en la lucha travesti-trans Diana Sacayán y Lohana Berkins. Berkins, junto a Josefina Fernández, llevó adelante un relevamiento sobre las condiciones de vida de las personas travestis, que se publicó bajo el título La gesta del nombre propio. Este material fue luego ampliado y se publicó como La Revolución de las Mariposas en 2017. Estos datos permitieron conocer y visibilizar las condiciones de vida de esta comunidad, y muchos de ellos fueron aportados durante los debates en el Congreso. Sacayán, por su parte, había impulsado la creación de la Ley de Cupo Laboral Travesti-trans en provincia de Buenos Aires.